# Iris paradoxa
Iris paradoxa là một loài thực vật có hoa trong họ Diên vĩ. Loài này được Steven miêu tả khoa học đầu tiên năm 1817.